# سید عبدالله شبر

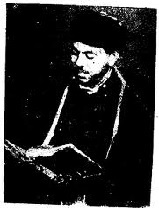
نگاره‌ای از سید عبدالله شبّر

سید عبدالله بن سید محمدرضا شبّر (زاده:نجف،۱۱۸۸ هجری قمری -نجف، ۱۲۴۲ هجری قمری) از علما شیعه قرن سیزدهم و از محدثین موثق امامیه، عالم و مفسر تفسیر شبر است . پدر وی محمد رضا شبر نیز از علما و عرفای شیعه و معروف به «صاحب الدعوه المستجابه» بود.
سید عبدالله (علوی حسینی موسوی) معروف به شبّر از علمای برجسته شیعه در قرن سیزدهم هجری می‌باشد.

## زندگی‌نامه
سید عبدالله شبّر در سال ۱۱۸۸ق در نجف اشرف متولد شد. پس از تولد او پدرش سید محمدرضا به کاظمین نقل مکان کرد و تا هنگام وفات در آنجا مشغول تدریس و تالیف بود. خاندان شبر از خانواده‌های سرشناس و مشهور در عراق بودند.
حسن بن محمد بن حمزه از اجداد او که با ۹ واسطه نسبش به امام علی بن الحسین(ع) می‌رسد، شبر خوانده می‌شُد. پدرش سیدمحمدرضا شبر نزد مؤمنان کاظمیه به «صاحب الدعوه المستجابه» شهرت داشت.
شش فرزند به نام‌های حسین، حسن (م ۱۲۴۶ق)، محمد (م ۱۲۵۲ق)، جعفر، موسی (م ۱۲۴۶ق) و محمدجواد (م ۱۲۴۶ق) از سید عبدالله بر جای مانده است.

## تحصیلات
سید عبدالله نزد پدرش مدت زیادی تحصیل کرد و در همان زمان خدمت سید محسن اعرجی صاحب کتاب المحصول فی الاصول تلمذ نمود. شیخ جعفر نجفی صاحب کاشف الغطاء، شیخ احمد بن زین الدین احسایی پیشوای شیخیه و شیخ اسدالله شوشتری صاحب مقابس به او اجازه اجتهاد داده بودند.

## وفات و مدفن
سید در سن ۵۴ سالگی، شب پنج‌شنبه رجب سال ۱۲۴۲ق در کاظمین وفات یافت و سید حسن فرزندش بر جنازه پدر نماز گزارد. پیکرش را در حرم کاظمین کنار مزار پدرش دفن کردند. سید محمد معصوم می‌نویسد: هنگامی که خبر رحلت سید به گوش اهالی کاظمین و بغداد رسید، همچون موج، گریان و نالان به سوی خانه ایشان سرازیر شدند... تمام شهرهای عراق و ایران در عزا و ماتم فرو رفت و صاحب جواهر در نجف برای او مجلس ترحیم گرفت.

## نزاع اصولی و اخباری
سده یازدهم تا سیزدهم هجری را می‌توان دوران رونق سه جریان اخباری، اصولی و فلسفی نامید. از مهم‌ترین دانشمندانی که ر دوره نزاع میان اصولی و اخباری سهم فراوانی داشت، سید عبد الله شبر دانشمند پرکار امامیه بود که به نگارش کتاب‌هایی در نقد دیدگاهها و مبانی اخباری‌گری اقدام نمود که از مهم‌ترین آنها می‌توان به کتاب «منیة المحصلین فی حقیة طریقة المجتهدین» اشاره نمود.

## آثار
- غرائب الاخبار و نوادر الاثار، سیدعبدالله شبر، عبدالرضا واسطی (محقق)، ناشر: باقیات
- با اختران تابناک ولایت، شرح زیارت جامعه کبیره، عباسعلی سلطانی گلشیخی، سیدعبدالله شبر، ناشر: آستان قدس رضوی، بنیاد پژوهشهای اسلامی
- السلوک الی الله، سیدعبدالله شبر، سامی غریری (محقق)، ناشر: دارالکتاب اسلامی
- تسلیه الفواد فی بیان الموت و المعاد، علاء الدین اعلمی، سیدعبدالله شبر (مترجم)، ناشر: مکتبه الحیدریه
- الاخلاق، سیدعبدالله شبر، ناشر: ذوی القربی
- الجوهر الثمین فی تفسیر الکتاب المبین، سیدعبدالله شبر، اسامه ساعدی (محقق)، ناشر: ذوی القربی
- اخلاق: ترجمه کتاب الاخلاق، سیدعبدالله شبر، محمدرضا جباران (مترجم)، ناشر: هجرت
- تفسیر القرآن الکریم، سیدعبدالله شبر، ناشر: دارالهجره
- جلاء العیون، سیدعبدالله شبر، کریم عبدالرضا (محقق)، ناشر: باقیات
- ارشاد المستبصر فی الاستخارات، سیدعبدالله شبر، کریم عبدالرضا (محقق)، ناشر: باقیات
- مهیج الاحزان و مثیر الاشجان، سیدعبدالله شبر، ناشر: باقیات
- کشف المحجه فی شرح خطبه اللمه: شرح خطبه فاطمه الزهرا (س)، سیدعبدالله شبر، علی اسدی (محقق)، ناشر: باقیات
- حق‌الیقین فی معرفه اصول الدین، سیدعبدالله شبر، ناشر: انوار الهدی
- نخبه الشرحین فی شرح نهج البلاغه، سیدعبدالله شبر، ناشر: محبین
- طب الائمه علیهم السلام، سیدعبدالله شبر، ناشر: شریعت
- طب الائمه، سیدعبدالله شبر، ناشر: اعتصام
- الاخلاق، سیدعبدالله شبر، دفقه جوادشبر، ناشر: کمال الملک
- تفسیر القرآن الکریم، سیدعبدالله شبر، ناشر: اسوه
- شرح زیارت جامعه کبیره (به زبان روسی)، سیدعبدالله شبر، عمران رجب اف (مترجم)، ناشر: دانش حامدون
- ترجمه کتاب شریف طب الائمه، سیدعبدالله شبر، لطیف راشدی (مترجم)، ناشر: حضور
- مهیج الاحزان و مثیر الاشجان، سیدعبدالله شبر، نزار حسن (محقق)، ناشر: باقیات، دارالانصار
- درمان گیاهی در کلام معصومین (ترجمه ی طب الائمه)، سیدعبدالله شبر، مینو علی میرزایی (مترجم)، ناشر: نیایش
- تفسیر سوره های نور و حجرات از تفسیر شبر، سیدعبدالله شبر، ناشر: مفاتیح قرآن
- احسن التقویم، سیدعبدالله شبر، مشتاق صالح مظفر (مصحح)، ناشر: باقیات
- الانوار اللامعه فی شرح زیاره الجامعه، سیدعبدالله شبر، عمران رجب اف (مترجم)، ناشر: فجر قرآن
- با اختران تابناک ولایت: ترجمه الانوار اللامعه فی شرح الزیاره الجامعه، عباسعلی سلطانی گلشیخی (مترجم)، سیدعبدالله شبر (شارح)، ناشر: بنیاد پژوهشهای اسلامی

آثار وی بیش از ۷۰ اثر شمرده شده‌است که برخی چنین است:
1. علامات الظهور و احوال الامام المستور درباره امام دوازدهم.
2. جامع المعارف و الاحکام، ۲۰ جلد
3. مصباح الظلام، ۸جلد
4. المصباح الساطع، ۶ جلد
5. صفوه التفاسیر، ۴ جلد
6. الجوهر الثمین فی تفسیر القرآن المبین، ۲ جلد
7. روضه العابدین، ۲ جلد
8. مصابیح الانوارفی حل مشکلات الاخبار، ۲ جلد
9. البرهان المبین فی فتح ابواب علوم الائمه المعصومین
10. جامع المقال فی معرفه الرواه و الرجال
11. حق‌الیقین فی معرفه اصول الدین
12. الدرر المنثوره و المواعظ الماثوره عن الله تعالی و النبی والائمه الطاهرین علیهم السلام و الحکما
13. الاخلاق و الانوار اللامعه فی شرح الجامعه

### تفاسیر
1. صفوة التفاسیر: این تفسیر دارای ۶۲۰۰۰ سطر می‌باشد، در دو مجلد بزرگ به زبان عربی و شیوه روایی دارد و به مباحث دیگر کمتر می‌پردازد، مجلد اول از سوره حمد تا سوره یوسف و مجلد دوم از سوره رعد تا پایان قرآن کریم را در بردارد. نسخه عصر مؤلف از مجلد دوم در کتابخانه آیت‌الله مرعشی نجفی در قم موجود است.
2. الجوهر الثمین فی تفسیر القرآن المبین: تفسیر وسیط مؤلف می‌باشد، در دو جلد بزرگ، جلد اول تا سوره اسراء و جلد دوم آن از سوره اسراء تا آخر قرآن کریم است و بیش از ۳۴۰۰۰ سطر است. صاحب الذریعة می‌نویسد:«من نسخه خطی آن را که _به خط خود سیّد بود _نزد نوه او سید محمد بن علی بن الحسین بن مؤلف دیده ام و جلد اول آن در ۱۸ صفر ۱۲۳۹ هجری و جلد دوم آن در ۱۹ ربیع‌الاول ۱۲۳۹ هجری قمری به اتمام رسیده‌است.»
3. تفسیر الوجیز: تفسیر مورد بحث در مقاله.
4. قصص الانبیا: این تفسیر در یک مجلد به زبان عربی است و در آن آیات مربوط به داستانهای پیامبران گردآوری شده سپس روایات و اخبار رسیده از ائمه«علیهم السلام» را ذیل هر آیه ذکر و تفسیر نموده است.